# Solanum eardleyae
Solanum eardleyae är en potatisväxtart som beskrevs av Symon. Solanum eardleyae ingår i släktet skattor som ingår i familjen potatisväxter. Inga underarter finns listade i Catalogue of Life.